# إقليم كايانزا
إقليم كايانزا (بالإنجليزية: Kayanza Province) هو إقليم في بوروندي، يقع في بوروندي، ورواندا-أوروندي، بلغ عدد سكانه 585,412  نسمة وذلك حسب إحصائيات سنة 2008، عاصمته كايانزا، تبلغ مساحته 1,233.24 كيلومتر مربع.

## الموقع
يشترك في الحدود مع:
- إقليم نغوزي
  - إقليم بوبانزا
  - إقليم مورامفيا
  - إقليم جيتيغا
  - إقليم سيبيتوك.

## التقسيمات الإدارية
- Commune of Butaganzwa [الإنجليزية]‏
- Commune of Gahombo [الإنجليزية]‏
- Commune of Gatara [الإنجليزية]‏
- Commune of Kabarore [الإنجليزية]‏
- كايانزا
- Commune of Matongo [الإنجليزية]‏
- Commune of Muhanga [الإنجليزية]‏
- Commune of Muruta [الإنجليزية]‏
- Commune of Rango [الإنجليزية]‏.